# Henrik Eberle
Henrik Eberle (* 3. Mai 1970 in Karl-Marx-Stadt) ist ein deutscher Historiker.

## Leben
Der Sohn eines Ingenieurs und einer Pharmazieingenieurin machte sein Abitur an der EOS „Professor Dr. Max Schneider“ in Lichtenstein und studierte Geschichte und angrenzende Fächer an der Martin-Luther-Universität Halle. Nach Abschluss seines Studiums arbeitete Eberle als Redakteur. Seit 1999 ist er freischaffender Historiker und Publizist. Unter anderem arbeitete er für Die Zeit und das ZDF. Seine Anmerkungen zu Honecker vertraten mangels Zugriff auf sowjetische Archive der 1950er und 1960er Jahre nicht den Anspruch, eine vollständige Biografie des DDR-Führers zu liefern. 2002 wurde er zum Dr. phil. promoviert.
Das von ihm und seinem Kollegen Matthias Uhl herausgegebene Buch Das Buch Hitler wurde in mehr als 25 Sprachen übersetzt. Für das Buch Briefe an Hitler, erschienen 2007 im Lübbe Verlag, nutzte er Bestände des Sonderarchivs des Russischen Verteidigungsministeriums (RGWA), unter anderem die Akten der von Albert Bormann geleiteten Privatkanzlei Adolf Hitlers. Für das 2009 gemeinsam mit dem Mediziner Hans-Joachim Neumann veröffentlichte Buch War Hitler krank? werteten die Autoren den Nachlass von Hitlers Leibarzt Theo Morell neu aus und lieferten damit einen Beitrag zur Psychopathographie Adolf Hitlers.
Eberle ist Autor des bio-bibliographischen Online-Lexikons zu den Professoren der Universität Halle von 1817 bis 1968 (Catalogus Professorum Halensis).

## Schriften (Auswahl)
- Die Martin-Luther-Universität in der Zeit des Nationalsozialismus. mdv, Halle 2002, ISBN 3-89812-150-X. Zugl.: Halle, Univ., Diss., 2002
- Das Buch Hitler. Hrsg. von Henrik Eberle & Matthias Uhl. Geheimdossier des NKWD für Josef W. Stalin, zusammengestellt aufgrund der Verhörprotokolle des persönlichen Adjutanten Hitlers, Otto Günsche, und des Kammerdieners Heinz Linge, Moskau 1948/49. Aus dem Russischen von Helmut Ettinger; mit einem Vorwort von Horst Möller. Lübbe, Bergisch Gladbach 2005, ISBN 3-7857-2226-5. Taschenbuchausgabe: Bastei-Lübbe-Taschenbuch, Bergisch Gladbach 2007, ISBN 978-3-404-64219-9.
- Hitlers Weltkriege. Wie der Gefreite zum Feldherrn wurde. Hoffmann und Campe, Hamburg 2014, ISBN 978-3-455-50265-7.
- »Ein wertvolles Instrument«. Die Universität Greifswald im Nationalsozialismus. Böhlau, Köln u. a. 2015, ISBN 978-3-412-22397-7.